# DKW 350 RM
La DKW 350 RM, anche nota come DKW 350 GP, è una moto da competizione costruita tra il 1952 e il 1956 dalla casa motociclistica tedesca DKW.

## Il contesto
In seguito alla divisione della Germania, statuita nella Conferenza di Potsdam, gli impianti produttivi DKW di Zschopau furono nazionalizzati dai sovietici e trasformati nella IFA.
I tecnici della casa tedesca sopravvissuti agli orrori bellici, guidati da Richard Bruhn e Carl Hahn, nel 1948 rifondarono la DKW a Ingolstadt, riprendendo la produzione di modelli DKW d'anteguerra di piccola cilindrata, anche in ragione del divieto imposto dalle forze alleate di costruire moto con cilindrata superiore a 250 cm³, poi decaduto alla fine del 1949.
Già a partire dal primi anni cinquanta fu ripristinato il reparto corse, che negli anni trenta aveva realizzato delle 250 e 350 sovralimentate da GP vincitrici di tre campionati europei nel biennio 1938-39. Il primo frutto del reparto corse DKW fu una 125 monocilindrica, presto abbandonata a favore di una 250 bicilindrica due tempi che nella stagione 1952 vinse il GP di Germania con Rudi Felgenheier. Contemporaneamente alla quarto di litro si impostò anche una 350, da far debuttare nel 1953.

## La moto
La nuova moto, progettata dagli ingegneri Wolf, Jacob e Waet, si caratterizzava per il suo motore V3: un tre cilindri a V di 75°, con un cilindro orizzontale e due paralleli ed inclinati in avanti, che (come da tradizione DKW) era a due tempi. Il debutto avvenne al GP di Svizzera 1952: Ewald Kluge si ritirò dopo 12 giri, mentre la moto si fece notare per il rumore assordante, l'alto regime di rotazione del motore e l'elevato consumo. Dopo quest'apparizione la moto si rivide al GP di Spagna classe 500 con Kluge e Siegfried Wünsche, rispettivamente tredicesimo e settimo. Appena migliore fu il 1953, stagione nella quale August Hobl fu quarto a Monza e Wünsche campione tedesco.
Per il 1954 la moto fu pesantemente rivisitata: furono effettuati profondi cambiamenti nel motore (nuovo il disegno dei pistoni e delle camere di scoppio, il diagramma di distribuzione e l'albero a gomiti); oltre a ciò il cambio ottenne la quinta marcia e l'accensione passò dal magnete ad un sistema a batteria e tre bobine: la potenza salì grazie a queste modifiche dagli originali 35 CV a 10.000 giri/min a 42 CV. Anche la ciclistica fu rivista: la forcella teleidraulica anteriore fu rimpiazzata da una a bracci oscillanti e ruota spinta, mentre i freni guadagnarono il comando idraulico. In questa stagione Wünsche ottenne il primo podio per la tricilindrica tedesca, con il terzo posto al GP del Belgio. Nella stagione 1955 la DKW ottenne una carena "a campana" studiata con l'Università di Monaco, che permetteva alla moto di raggiungere i 215 km/h: grazie a questi progressi Hobl fu terzo nel Mondiale e campione tedesco, titolo ripetuto anche l'anno seguente.
Il Motomondiale 1956 fu quello della consacrazione per la 350 RM: finalmente all'altezza delle Moto Guzzi dominatrici della categoria, la DKW schierava oltre ad Hobl anche Cecil Sandford, Karl Hofmann e Hans Bartl (al GP dell'Ulster ad essi si aggiunse anche Sammy Miller). Hobl fu in lotta per il titolo iridato fino all'ultima gara a Monza, finendo al secondo posto in classifica.
La gara italiana fu anche l'ultima per la DKW: la crisi del comparto motociclistico tedesco costrinse la Casa di Ingolstadt a chiudere il reparto corse.